# Economía del bien común
Economía del bien común (en el original alemán Gemeinwohl-Ökonomie) es un proyecto económico abierto a las empresas y promovido por el economista austríaco Christian Felber que pretende implantar y desarrollar una verdadera economía sostenible y alternativa a la de los mercados financieros en la que las empresas parecieran tener que participar necesariamente.

## Origen del Proyecto de economía del bien común
Los antecedentes se remontan al 31 de octubre de 2008, día en el que Christian Felber junto con Frank Crüsemann, Ulrich Duchrow, Heino Falcke, Kuno Füssel, Detlef Hensche, Siegfried Katterle, Arne Manzeschke, Silke Niemeyer, Franz Segbers, Ton Veerkamp y Karl Georg Zinn firmaron la declaración Frieden mit dem Kapital? Ein Aufruf wider die Anpassung der evangelischen Kirche an die Macht der Wirtschaft. En el año 2009 Felber cofundó Bewegungsstiftung Österreich (Movimiento Austria), y en 2010 inició el proyecto Banca Democrática.
En 2010 junto con un grupo de empresarios Felber inició el desarrollo práctico del modelo de Economía del Bien Común o Economía del bien público, como una alternativa real al capitalismo de mercado y a la economía planificada.

## Economía del Bien Común

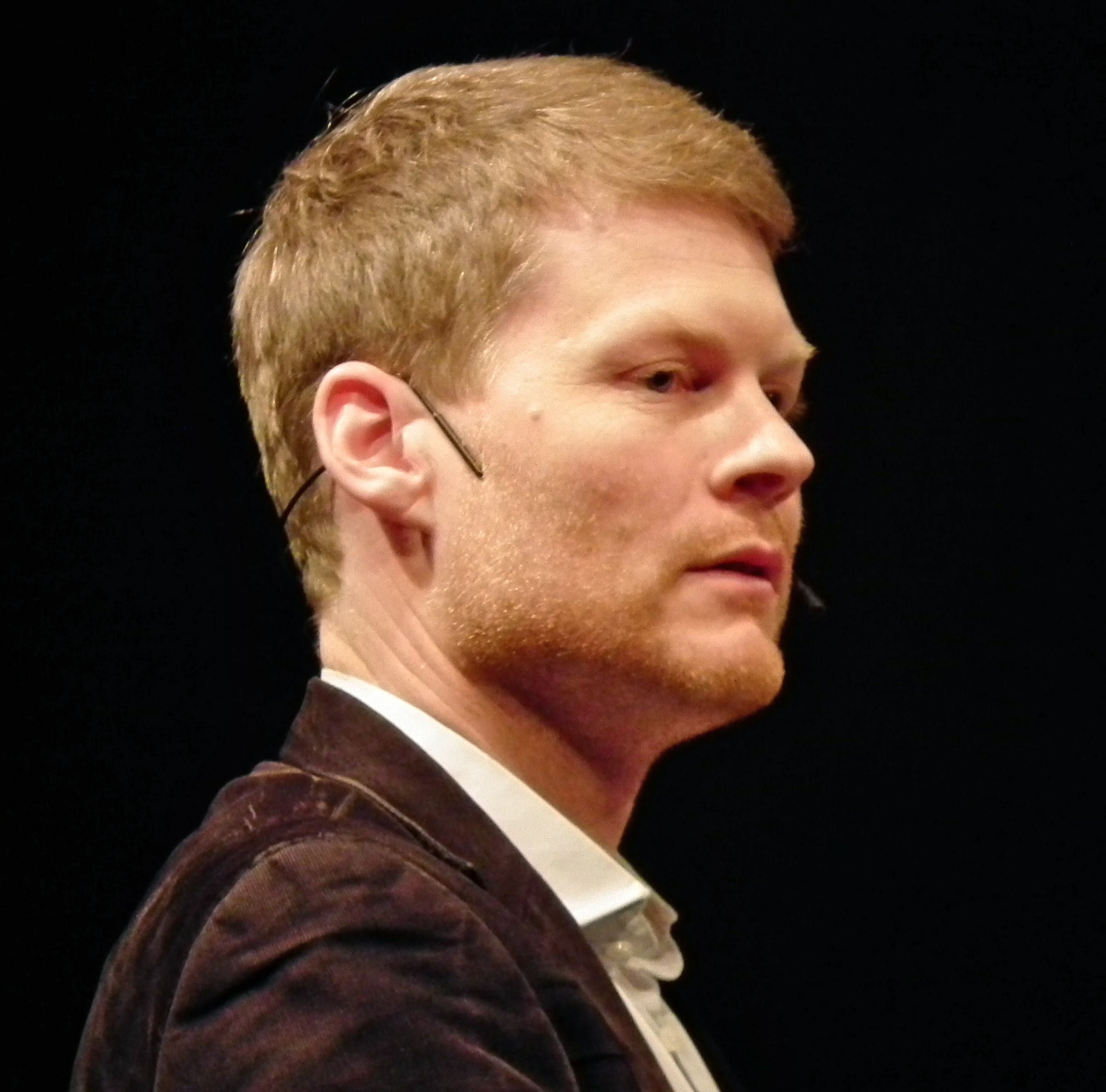
Christian Felber (2012).

La Economía del Bien Común es presentada por Christian Felber como una alternativa tanto al capitalismo de mercado como a la economía planificada. El proyecto forma 
parte de unos criterios generales pero debe ser un modelo abierto que debe construirse entre todos sus miembros.

### Principios legales de la Economía del Bien Común
Según Felber muchas constituciones y normas legales recogen el principio según el cual la actividad económica debe servir a los intereses generales y en general al bien común o bien público (‘’common good’’ en inglés y ‘’Gemeinwohl’’ en alemán). Así, por ejemplo la Constitución de Baviera en su artículo 151 indica que:

Toda actividad económica sirve al bien común.

Para Felber la implantación de la economía del bien común equivaldría a adaptar la economía real capitalista (en la que priman valores como ser mayormente elegido y el afán de lucro) a los principios constitucionales que recoge, entre otras, la Constitución de Baviera.

### Principios de la Economía del Bien Común
La economía del bien común se debe regir por una serie de principios básicos que representan valores humanos: confianza, honestidad, responsabilidad, cooperación, solidaridad, generosidad y compasión, entre otros.
Para los defensores de la economía del bien común, aquellas empresas a las que guíen esos principios y valores deben obtener ventajas legales que les permitan sobrevivir, frente a los valores del lucro y la competencia actuales.
En la economía real actual se mide el éxito económico con valores o indicadores monetarios como el producto interior bruto y los beneficios que dejan fuera a los seres humanos y al medio en el que vivimos. Estos indicadores no nos dicen nada sobre si hay guerra, se vive en una dictadura, si sobreexplotamos el medio, si se respetan los derechos humanos, etc. De la misma manera que una empresa tenga beneficios no nos indica nada sobre las condiciones de sus trabajadores ni sobre lo que produce ni cómo lo produce.
El balance del bien común mide cómo una empresa vive: la dignidad humana, la solidaridad, la justicia social, la sostenibilidad ecológica, la democracia con todos sus proveedores y clientes. Por ejemplo, si la empresa promueve la esclavitud infantil, si hay desigualdad entre hombres y mujeres, si las rentas de los trabajadores están diferenciadas...
Finalmente, la evaluación de esos valores podrá permitir al consumidor escoger los productos.
Felber propone un límite a la propiedad privada y a la herencia.

### Implantación del proyecto
La implantación del modelo teórico comenzó en octubre de 2010 con un grupo de empresas de varios países que participan activamente cumpliendo voluntariamente los requisitos del proyecto de economía del bien común. El grupo se ha convertido en un movimiento capaz de presionar al gobierno para que los principios teóricos se plasmen definitivamente en leyes.
La economía del bien común se extendió en España a través del propio Christian Felber, la Asociación Federal Española para el Fomento de la Economía del Bien Común y personas como el exvicepresidente de la Bolsa de París y actual Director de Economía Sostenible de la Generalitat Valenciana, Francisco Álvarez, o Diego Isabel La Moneda quien expandió el modelo a Latinoamérica e inició el proceso de aprobación del Dictamen del Comité Económico y Social Europeo “La Economía del Bien Común: un modelo económico sostenible orientado a la cohesión social.

## Críticas
El economista español Juan Ramón Rallo ha criticado el modelo propuesto por la economía del bien común en su ensayo titulado La Economía del Empobrecimiento Común. Concluye Rallo:

La Economía del Bien Común es un experimento de ingeniería social que lleva en su diseño su condena al fracaso. Sus tres mayores errores, tal como hemos desarrollado extensamente, son pretender objetivar la idea de bien común, pensar que es posible coordinar la actividad de miles de millones de personas desatendiendo el sistema de precios y obviar la ruina que supondría una brutal descapitalización de la economía derivada de la persecución de la propiedad (en sus dos facetas: acumulación patrimonial y control de la gestión empresarial).

## Publicaciones (selección)
- 2012 - La economía del bien común, Ed. Deusto, ISBN 978-84-234-1280-8
- 2011 - L'Economie citoyenne – ou quand l’intérêt général s’invite dans le bilan des entreprises, Actes Sud, ISBN 978-2-7427-9698-4
- 2010 - Die Gemeinwohl-Ökonomie – Das Wirtschaftsmodell der Zukunft, ISBN 978-3-552-06137-8